# Allingåbro
Allingåbro er en by på Djursland med 1.848 indbyggere  (2024), beliggende 6 km nordvest for Auning, 22 km øst for Randers og 41 km vest for kommunesædet Grenaa. Byen hører til Norddjurs Kommune og ligger i Region Midtjylland. Allingåbro var i 1970-2006 kommunesæde for Rougsø Kommune.

## Sogne og kirker
Det meste af Allingåbro hører til Vejlby Sogn, og stationsbyen voksede midt i 1900-tallet sammen med den tidligere landsby Vejlby, hvor Vejlby Kirke ligger. Bydelen Spidsborg langs Rougsøvej vest for Alling Å hører til Fausing Sogn. Fausing Kirke ligger i Fausing 5 km sydvest for Allingåbro.

## Faciliteter
Allingåbroskolen startede i 1959 som en sammenlægning af Allingåbro private Realskole og kommuneskolen Allingåbro Skole. Skolen har 127 elever, fordelt på 0.-6. klassetrin. Efter 6. klasse kan eleverne fortsætte i Auning Skole. Allingåbroskolen indgår i Allingåbro Børneby, som også omfatter SFO, børnehave, vuggestue og dagpleje. Tilsammen har børnebyen 226 børn og 55 ansatte.
Allingåbro Idrætshal har stor hal, lille hal, cafeteria og flere mødelokaler. Allingåbro Idrætsforening fra 1939 tilbyder fodbold, håndbold og tennis samt badminton, der spilles i skolens boldspilsal. Allingåbro Gymnastikforening tilbyder gymnastik og volleyball. Nordøst for byen ligger Norddjurs Golfklub.
Allingåbro Hotel har 10 værelser med 28 sengepladser og selskabslokale til 150 personer. Byen har Dagli'Brugs, Rema 1000 og et par specialbutikker.

### Farsøthhus
Plejecenter Farsøthhus har 53 boliger: 4 1-rums og 49 2-rums lejligheder. Det er opkaldt efter I.P. Farsøth, som var efterkommer af nogle af byens tidligste indbyggere, der var flyttet til byen fra Farsø. Han testamenterede en del af sin formue til opførelsen af et alderdomshjem. Det stod færdigt i 1966 og blev udvidet med 12 ældreboliger i 1991-92. Rougsø Kommune overtog plejecentret i 1997, tilbyggede yderligere 31 ældreboliger og ombyggede den gamle plejehjemsbolig til 8 nye boliger.
I august 2018 omkom 3 kvindelige beboere ved en brand på plejehjemmet. En rapport viste at plejehjemmet ikke levede op til brandsikkerhedskravene, men der blev ikke rejst sigtelser mod nogen.

## Historie
Allingåbro ligger ved Alling Å 1½ km fra dens udløb i Grund Fjord, en lavvandet sidegren til Randers Fjord. Åens nedre løb var en del af det sund, der i stenalderen gennemskar Djursland fra Grund Fjord via Kolindsund til Grenaa.
Indtil 1850'erne var der over Alling Å et enkelt vadested, som bønderne fra Rougsø Herred kunne passere for at komme til Randers. 1 km mod nord var der et andet vadested over Hejbæk. Men i 1850'erne blev der bygget stenbroer over begge vadesteder og anlagt landevej gennem det sumpede terræn mellem dem. Dermed så de købmænd fra Randers, der sejlede på fjorden med kåg, en mulighed for at handle med Rougsø-bønderne ved broen i indløbet til Alling Å. De anlagde nogle staklader på stedet, som i folkemunde kom til at hedde "Pakhusene". Der blev bygget nogle få huse, og i 1875 var man i gang med at opføre en gæstgivergård, det senere hotel.
I 1875 beskrives forholdene således: "Ved Alling-Aa er anlagt 2 Handelsetablissementer, tilhørende Kjøbmænd i Randers, med betydelig Omsætning af Landproducter, Trælast og almindelige Kjøbmandsvarer; Bolværk ved Aaen og Vandforbindelse ad Aaen med Randers Fjord med fladbundede Kaage." Hvis man skulle rejse mellem Randers og Rougsø Herred, var der før jernbanens tid to muligheder: den daglige postvogn mellem Randers og Ørsted eller dampskibet "Broge", der på vejen mellem København og Randers lagde til ved Voer.

### Stationsbyen
I 1876 blev jernbanen mellem Randers og Grenaa åbnet. Den fik station hvor banen krydsede Alling Å og landevejen mellem Fausing og Ørsted. Stationen og den lille bebyggelse fik navn efter broen. Posthuset blev flyttet fra Ørsted til Allingåbro, og gæstgivergården blev åbnet et par måneder før jernbanen. I 1880 havde stationsbyen 145 indbyggere. Den driftige gæstgiver fik i starten af 1890'erne flyttet markederne fra Vejlby til stationsbyen, hvor der blev udlagt en markedsplads på hotellets jord. Der var 8 markedsdage om året, og det var gode dage for de handlende og for hotellet, som byggede til.
I 1901 beskrives byen således: "Allingaabro, ved Landevejen, med Skole og privat Skole, teknisk Skole, Garveri, Farveri, Karteri, Bageri, Damp- Sav- og Høvleværk, Kalkværk, Maltgøreri, Maskinfabrik, Trælastforretn., Gæstgiveri, Markedsplads (6 Markeder), Jærnbane-, Telegraf- og Telefonst. samt Postekspedition; Vejlby Skole ligger paa Marken, 1/4 Mil fra Byen".
I 1931 blev der oprettet et svineslagteri i Allingåbro med 941 andelshavere og ca. 20.000 slagtninger i 1936. I tilknytning til slagteriet fandtes under 2. verdenskrig en samlestald i byen. Allingåbro havde en filial af Auning Bank.
Randers-Ryomgård-banen blev nedlagt i 1971, men skinnerne ligger der endnu på strækningen Allingåbro-Randers, og man kan køre med skinnecykler på den 16 km lange strækning fra Allingåbro Station til Ørneborgvej i Kristrup. DSB Museumstog har kørt med damptog og skinnebusser på strækningen, senest i december 2010. Fra Broagervej starter "Banestien" på asfalt til Ryomgård. Den er på 13 km og følger banens tracé, kun afbrudt af Kulturperronen i Auning.
Stationsbygningen, der var tegnet af arkitekt Heinrich Wenck, er bevaret på Hovedgaden 4 og fungerer som turistkontor og hjemsted for "Djursland for fuld damp", der udlejer skinnecykler og kanoer og tilbyder udflugt i veteranbus og overnatning i sovevogn.

### Genforeningssten
Ved kirkepladsen i Vejlby står en sten, der blev afsløret 21. november 1920 til minde om Genforeningen i 1920.

### Folketal
| Sogn    | 1906 | 1911 | 1916 | 1921 | 1925 | 1930 | 1935 | 1940  | 1945  | 1950  | 1955  | 1960  | 1965  |
| ------- | ---- | ---- | ---- | ---- | ---- | ---- | ---- | ----- | ----- | ----- | ----- | ----- | ----- |
| Vejlby  | 444  | 563  | 722  | 764  | 778  | 842  | 843  | 957   | 957   | 1.115 | 1.215 | 1.239 |       |
| Fausing |      |      |      |      |      | 132  | 119  | 112   | 115   | 56    | 87    | 73    |       |
| I alt   | 444  | 563  | 722  | 764  | 778  | 974  | 962  | 1.069 | 1.072 | 1.171 | 1.302 | 1.312 | 1.352 |

I 1930 var erhvervsfordelingen således: 105 levede af landbrug m.m., 337 af håndværk og industri, 151 af handel, 105 af transport, 35 af immaterielle erhverv, 93 af husgerning, 142 var ude af erhverv og 6 havde ikke opgivet næringsvej.